# Репетило Богдан

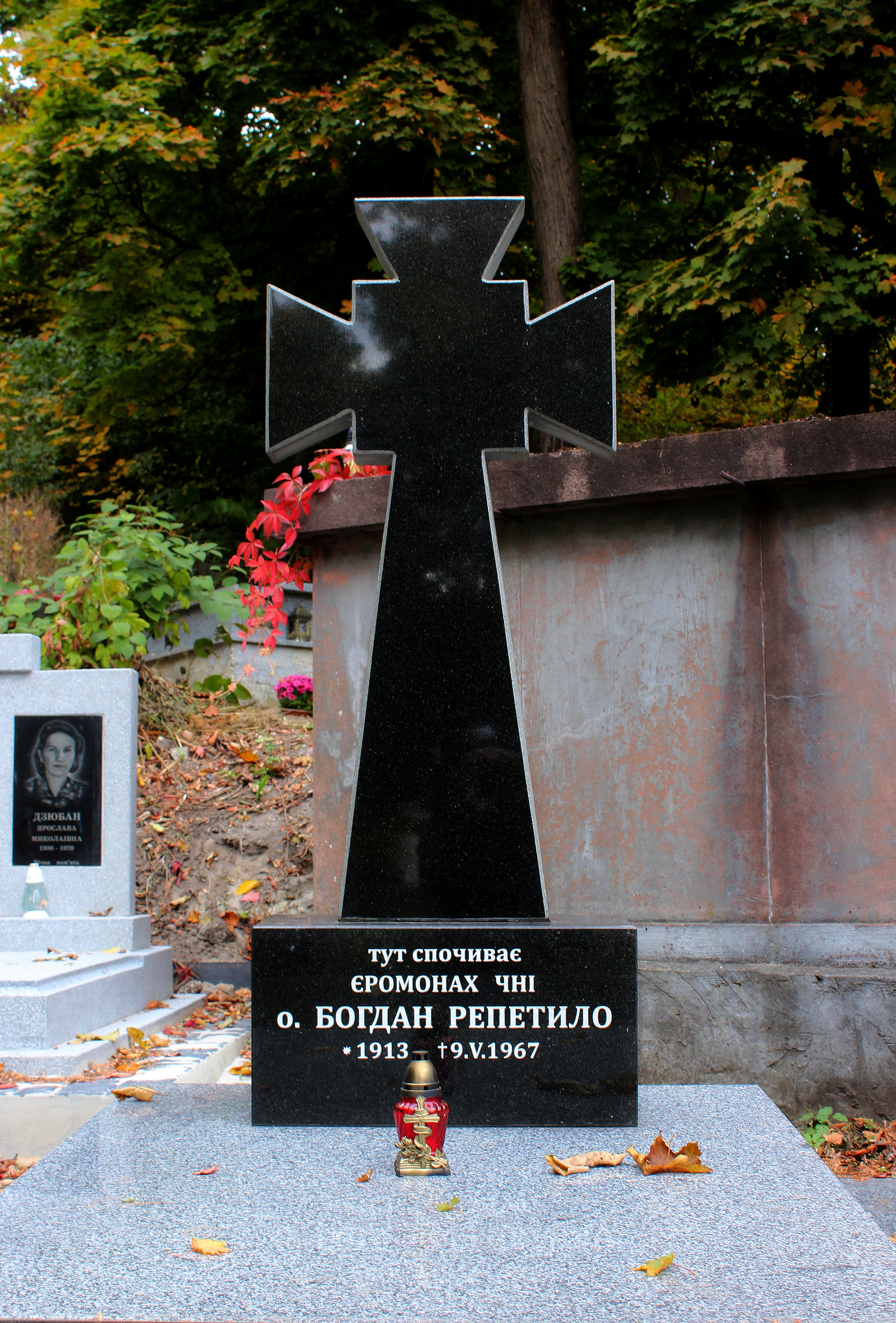

Отець Богдан Репетило (10 вересня 1913, Конюшки-Королівські Самбірського р-ну Львівської обл. — 9 травня 1967, Львів) — український греко-католицький священник, редемпторист.

## Дитячі роки й навчання
Народився в простій селянській родині, матір'ю Богдана Репетила була рідна сестра блаженного владики єпископа Григорія Лакоти.
Закінчив початкову школу в рідному селі Конюшки-Королівські, згодом навчався в гімназії-ювенаті («малій семінарії») отців редемптористів при монастирі Матері Божої Неустанної Помочі в Збоїськах, біля Львова. 18 серпня 1933 року вступив до монастиря, в серпні 1934 року закінчив новіціят, склав перші обітниці та почав навчатися в семінарії при монастирі. Закінчив студії 1939 року, і 2 серпня був висвячний від блаженного владики єпископа Миколая Чарнецького.

## Діяльність
Священничу діяльність почав 1939 року в монастирі Св. Йосифа у Станіславові (тепер Івано-Франківськ). Невдовзі настоятель віце-провінції протоігумен о. Йосиф де Вохт перевів о. Богдана Репетила в монастир св. Климентія на вулиці Зибликевича, 30 (нині Івана Франка, 56) у Львові й призначив міністром (заступником ігумена та економом) монастиря. Там о. Репетило присвятився душпастирській праці. Його проповіді, з огляду на зміст і спосіб виголошення, навіть визнано за «золотоусті» зразки.
Отці редемптористи провадили місіонерську діяльність і після 1941 року, коли Львів окупувало німецьке військо. Багато військовополонених різних віросповідань і національностей були розміщені в таборі на Цитаделі та в інших таборах у Львові. На заклик митрополита Андрея Шептицького декілька молодих священників-редемптористів, серед них о. Репетило, зголосилися допомагати полоненим у розпал епідемії тифу. Отримавши перепустки, вони ходили в табір на Цитаделі, де провадили душпастирську діяльність, а також під загрозою життя передавали вістки полоненим. Разом з о. І. Нагірним о. Богдан організував втечу з Цитаделі та переховування п'ятьох єврейських лікарів.
В монастирі св. Климентія о. Репетило служив до весни 1946 року, коли одразу після сумнозвісного  Львівського собору його, разом з усіма редемптористами зі Львова, Тернополя, Станіслава та Збоїськ, зігнали до монастиря св. Альфонса в с. Голоску біля Львова.
Згодом, 17 жовтня 1948 року, всіх монахів забрали з Голоска і 14 вантажівками вивезли до студитської Свято-Успенської Лаври в Уневі, де був влаштований концентраційний табір для духовенства УГКЦ, яке не визнало російського православ'я. Всупереч заборонам, о. Богдан провадив душпастирську діяльність. 22 вересня 1949 року він був затриманий і невдовзі засуджений на 10 років каторжних робіт на будівництві Волго-Донського каналу.
В період відлиги, 1955 року, о. Богдан був звільнений і повернувся до Львова, де відновив свою підпільну душпастирську діяльність та культурно-релігійну освіту, насамперед серед молоді. Він правив св. Літургію у приватних помешканнях, провадив катехизацію, готував дітей до першого Святого Причастя. Отець Репетило був консультором протоігумена єпископа  Филимона Курчаби, на початку 60-х років — духівником з віри отця Василія Вороновського.
Здоров'я о. Богдана було підірване через заслання, і це спричинило його передчасну смерть на 54-му році життя.
Похований о. Репетило на 35 полі  Личаківського  цвинтаря у Львові.